# Martinengo's piëta
Martinengo's piëta is een schilderij van Giovanni Bellini, dat hij omstreeks 1505 schilderde. Het dankt zijn naam aan de Lombardische familie Martinengo, die het werk lang in bezit had. Sinds 1934 maakt het deel uit van de collectie van de Gallerie dell'Accademia in Venetië.

## Voorstelling
Martinengo's piëta is een laat werk van Bellini, dat in dezelfde periode ontstaat als het Altaarstuk van San Zaccaria en de Madonna van de weide. Dit laatste schilderij heeft ongeveer dezelfde afmetingen als de piëta en diende eveneens voor privé-devotie. Hoewel de kunstenaar dan al in de zeventig is, neemt hij vernieuwingen van jongere kunstenaars zoals Giorgione en Titiaan in zijn stijl over. Ook de invloed van Dürer doet zich gelden.
Op de voorgrond draagt Maria, die duidelijk de trekken van een oude, door het leven getekende vrouw heeft, Jezus' lichaam op haar schoot. Ze buigt voorover om het zware lichaam te ondersteunen, dat toch van haar knieën dreigt weg te glijden. Deze pose ontleende de schilder wellicht aan laat-Middeleeuwse beelden uit Duitsland. Bellini's kleurgebruik draagt bij aan de droevige stemming van het doek. Mat blauw, paars en bruin overheersen; de witte en rode stoffen hebben niets sprankelends. De wat grauwe vleestint van Maria en Jezus sluit goed aan bij de kleuren van het landschap.
Maria zit op een rots, waarop Bellini het schilderij ook gesigneerd heeft (linksonder). In een halve cirkel om haar heen is een uiterst nauwkeurig geschilderde tuin te zien. Dit motief, de hortus conclusus, komt in de schilderkunst van de Italiaanse renaissance vaak voor. Een opvallend element in deze tuin is de afgebroken vijgenboom waaraan nieuwe loten ontspruiten, een symbool van de wederopstanding.
De ommuurde stad en de bergketen op de achtergrond zijn van het eigenlijk onderwerp van het schilderij gescheiden door een kale vlakte. Binnen de stadsmuren zijn diverse gebouwen uit de wijde omgeving van Venetië duidelijk herkenbaar weergegeven: de kathedraal van Vicenza en de Basilica Palladiana met toren voor de restauratie door Palladio in dezelfde stad. Daarnaast zijn ook de San Vitale en de campanile van de Sant'Apollinare in Classe in Ravenna en de brug over de Natisone in Cividale te zien.

## Afbeeldingen

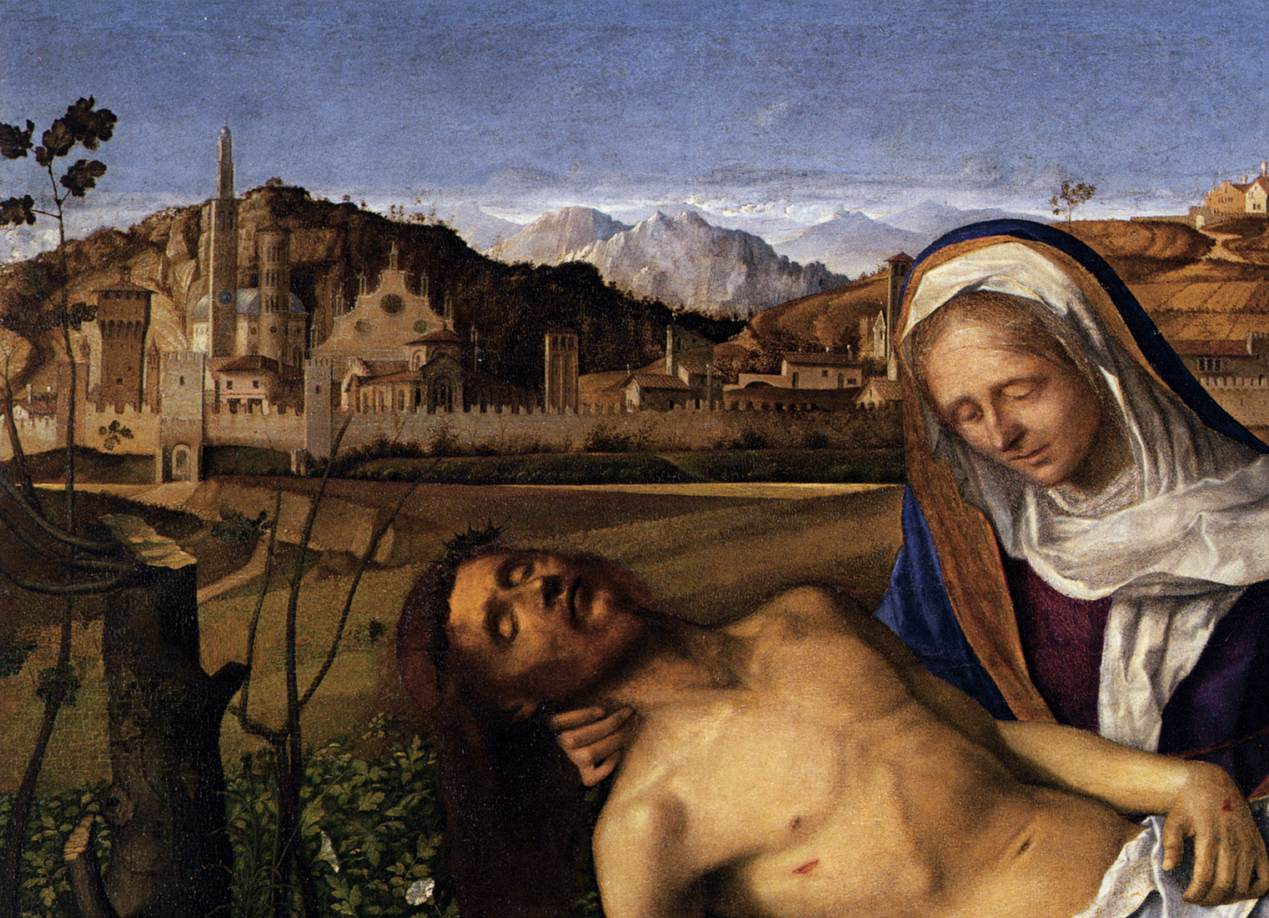
detail
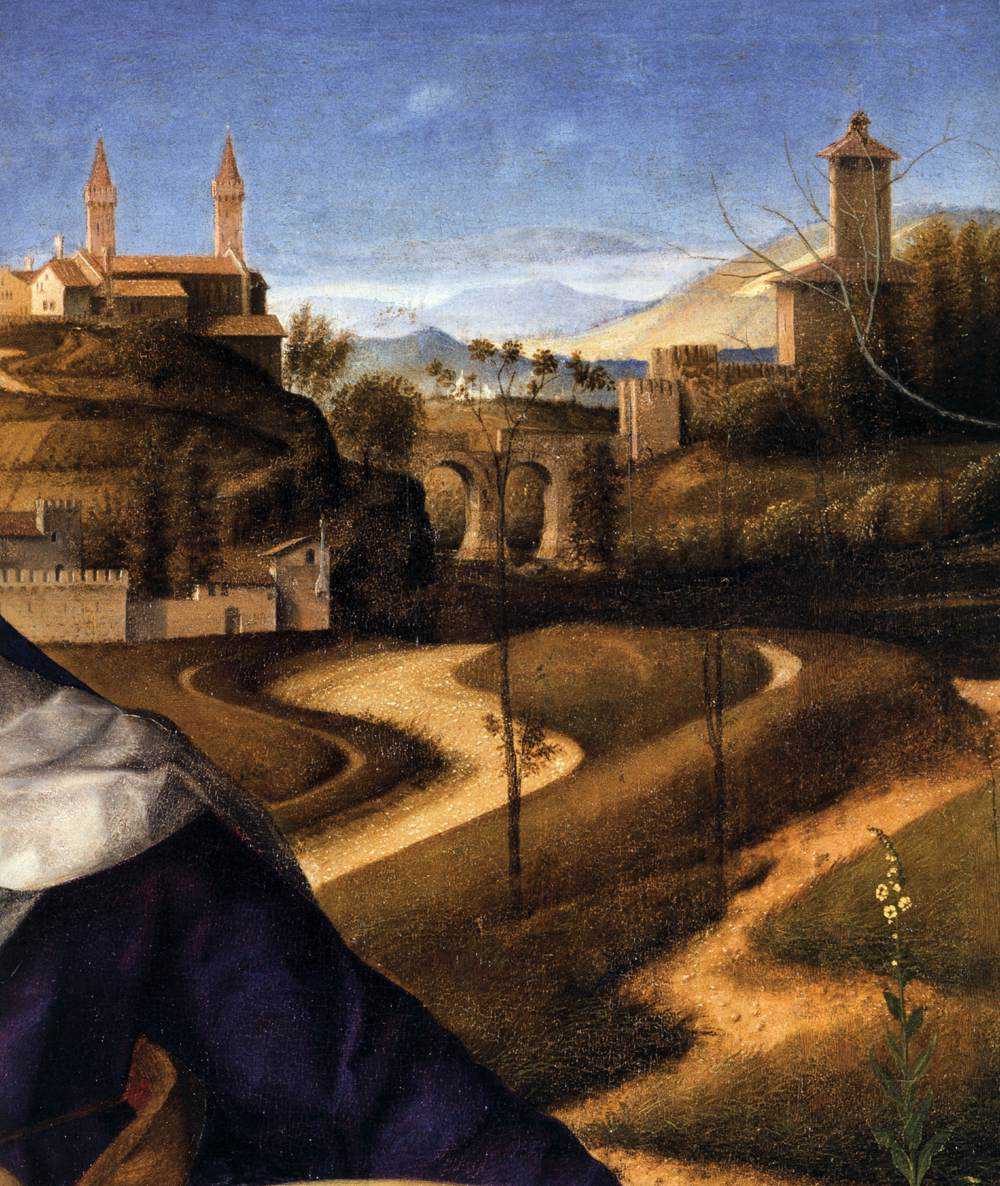
detail
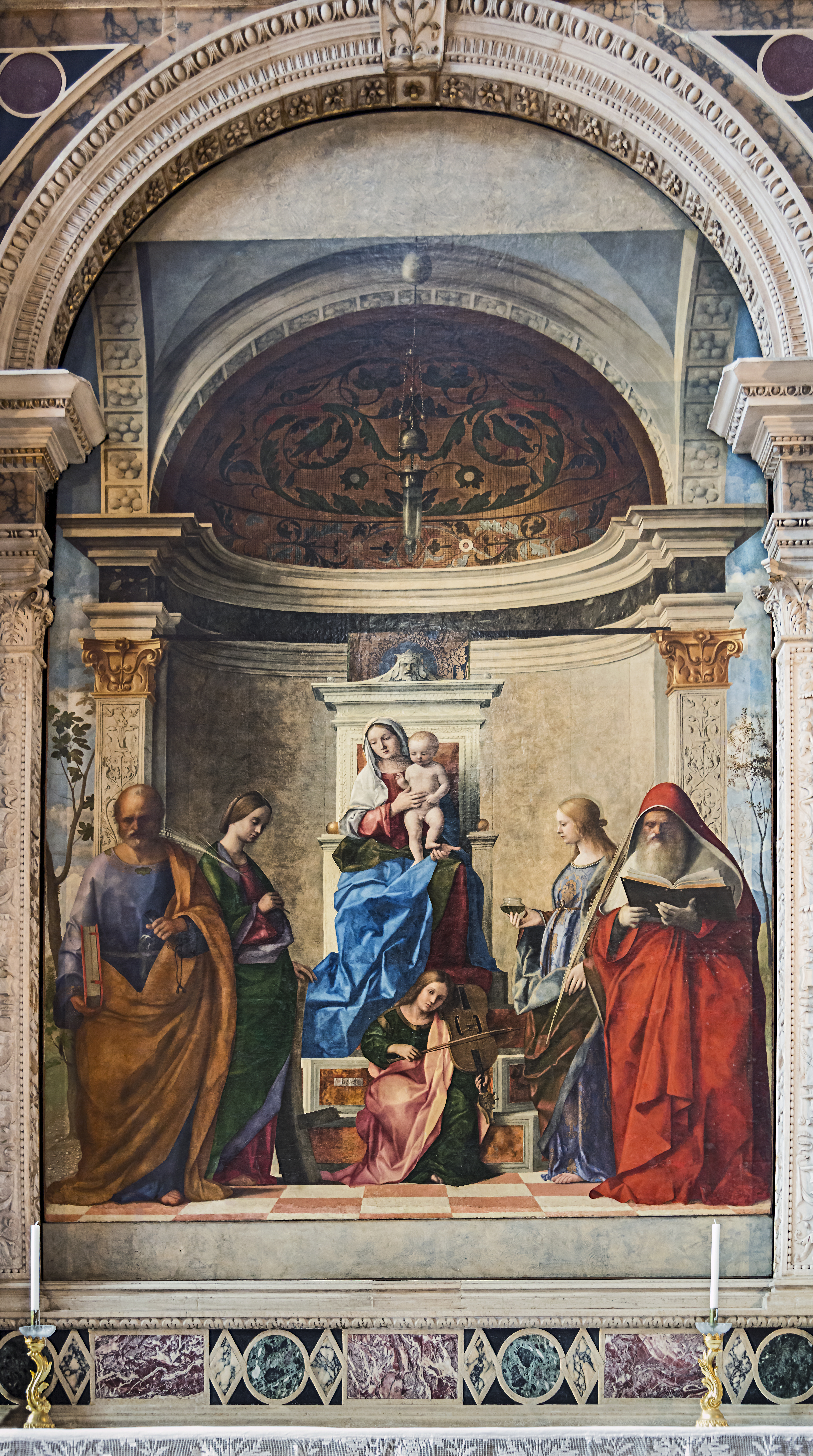
Altaarstuk van San Zaccaria (1505)
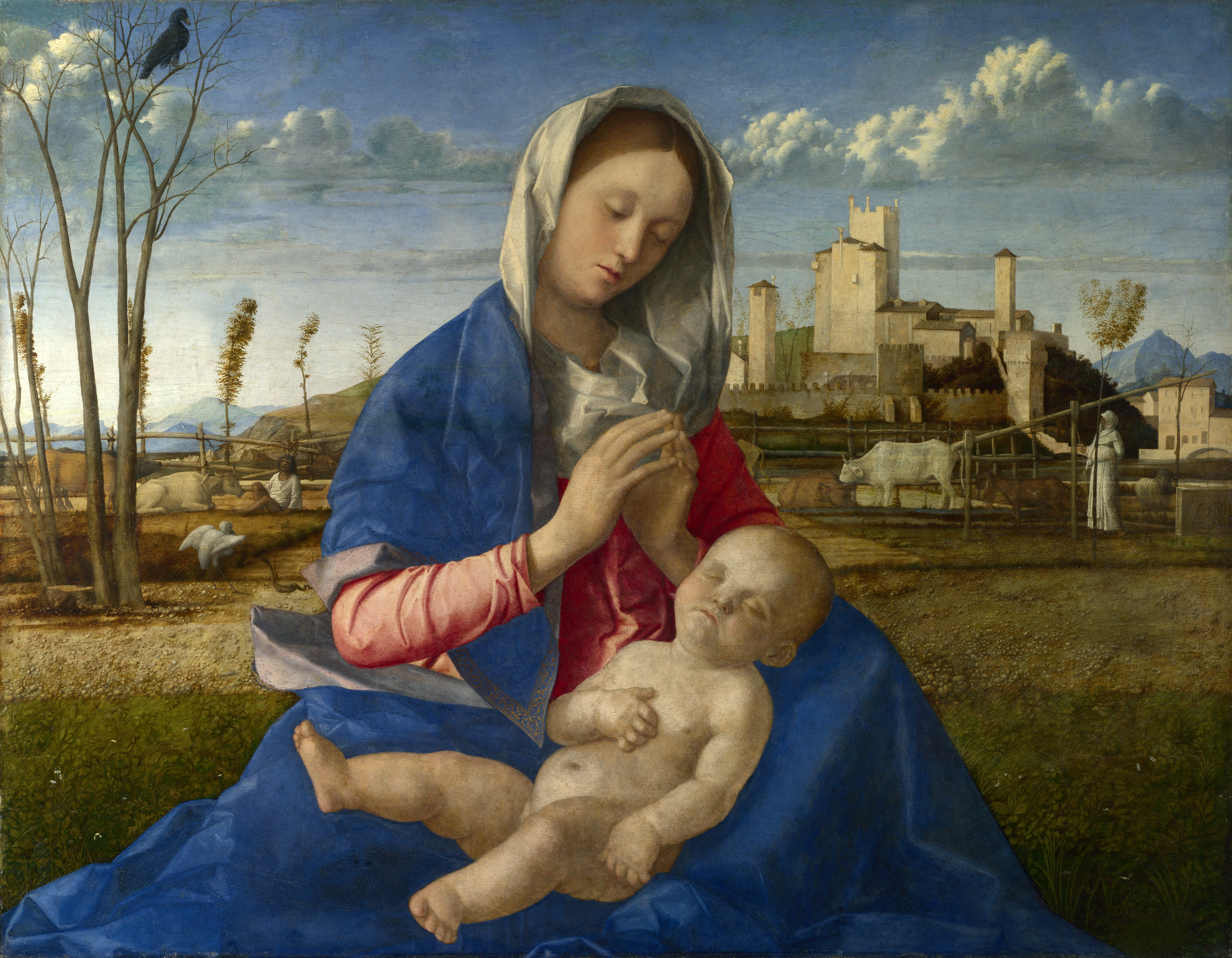
Madonna van de weide (circa 1505)